# Sjtjastia
Sjtjastia (ukrainska: Щастя: Sjtjastia uttal (fil); ryska: Счастье: Sjtjastie) är en stad i Luhansk oblast i Ukraina med omkring 11 000 invånare. Den låg under den större staden Luhansks administration till år 2014, och folkmängden uppgick till 12 937 invånare i början av 2012.